# 스나이퍼 사운드
스나이퍼 사운드 (Sniper Sound)는 MC 스나이퍼가 2004년 12월에 설립한 대한민국의 힙합 레이블이다. MC 스나이퍼의 크루인 붓다 베이비 (Buddha Baby)와는 독립적인 단체이다. CEO는 김재유 씨며, 실제 대표 활동은 MC 스나이퍼가 하고 있다. 서울특별시 마포구 합정동에 본사를 두고 있다.

## 역사
스나이퍼 사운드의 역사는 1999년 경으로 거슬러 올라간다. 당시 MC 스나이퍼는 데뷔 후 스나이퍼 대군단이라는 크루를 조직하였으며, 이 크루를 전신으로 하여 2000년 Buddha Baby라는 크루가 결성되었다. Buddha Baby는 4년간 활동하면서 독자적인 영역을 구축하였고, 이들이 더욱 체계적인 활동 기반을 갖추기 위해서 MC 스나이퍼가 만든 레이블이 스나이퍼 사운드(Sniper Sound)이다. 정확히는 알려져 있지 않으나, 창립 당시에는 Buddha Baby 전원이 멤버였던 것으로 추정된다.
스나이퍼 사운드의 설립은 2004년 12월 이루어졌으나2006년 7월 홈페이지가 설립되면서 더 많은 사람들에게 그 존재가 알려졌다. 이들의 첫 활동은 배치기 1집 Giant였다. 본래 블랙 뮤직을 기반으로 하여, 힙합 음악을 주로 한 레이블로써 설립되었으며, 실제도 현재 소속 활동 아티스트들은 힙합 뮤지션 뿐이나, 그 활동 영역은 대중 음악까지 넓혀두고 있다. 이는 2006년 말 그들이 밝힌 아이돌 그룹 기획 발표에서 드러난다. 이 기획은 특히, 현 티아라의 큐리가 멤버일 예정이었다는 것이 밝혀지면서 더 화제가 되었다.
2006년에는 멤버 중 Kinetic Flow가 1집 발매 후 스나이퍼사운드 멤버와의 불화로 탈퇴하는 일이 있었으나, 추가적으로 Outsider를 영입하고 배치기 2집이 성공적인 결과를 얻는 등의 행보를 이어나갔다. 더불어 2006년 12월에는 비정기 단체 공연 SNIPERSOUND Concert 첫 회를 열었으며, 이 공연은 2009년 12월 2회 치러졌다. 2008년 말에는 컴필레이션 앨범 One Nation을 제작하고 있음을 발표하였는데, 이 앨범은 그 전까지 레이블 외의 뮤지션들과 교류를 하지 않던 모습과 달리 수많은 외부 아티스트들이 참여하여 화제가 되었다.
2010년 들어서도 스나이퍼 사운드는 Outsider의 2.5집, Illinit의 데뷔 앨범, L.E.O.의 3집 등 수많은 앨범 기획 제작하였으며, 2010 SNIPERSOUND라는 이름으로 디지털 싱글들도 내놓았다. 2011년 들어서는 그들의 주력 가수였던 배치기는 YMC 소속사로 옮겼으며 준비해오던 아이돌 그룹은 내부 사정으로 해체하게 되었다..그들의 2011년 마지막 활동은 삼성전자 캠페인 "How to live SMART"의 주제가 Hi Dear를 작업한 것으로, 배슬기가 함께하였다. 2012년 기준으로 MC 스나이퍼의 정규 6집앨범이 발매되었다.
2013년에는 "스나이퍼 사운드의 세대 교체"를 이끌 것이라고 소개된 신인 듀오 EgoBomb을 데뷔시켰다. 이 팀은 EM컴퍼니와 스나이퍼 사운드가 2년 간의 공동기획을 통해 데뷔를 준비한 것으로 알려졌다. 4월에는 새로운 프로젝트 Not in Stock 시리즈를 시작하였는데, 이즈음 홈페이지 리뉴얼과 함께 Room9, Illinit 등 주축 멤버들이 빠졌음을 팬들에게 알려 많은 아쉬움을 샀다. 2013년 말에는 Finest Records와 함께 손을 잡고 SF League라는 이름으로 11월 콜라보 공연을 시작으로 협력 관계를 이어나갔다.

## 멤버
스나이퍼 사운드와 Buddha Baby는 별개의 단체이므로 둘의 멤버가 항상 겹치지는 않는다 (예를 들어 DOZ나 취랩은 Buddha Baby가 아니다). 하지만 시간이 지나면서 거의 둘의 멤버가 같아지고는 한다.

### 현재 멤버
- MC 스나이퍼
- MC BK - 前 Ugly Picture
- 취랩
- 송래퍼
- DJ Young
- 석재 Of 스카톤즈
- Roy C.
- 비도승우 Of 키네틱 플로우
- 아거

### 과거 멤버
- Kinetic Flow - 비도승우, U.L.T
- 신태권
- AG성은
- KTC.O.B. - DJ R2, DJ Road
- 큐리 - 현 코어콘텐츠미디어. 티아라의 멤버
- 한보름 - 현 키이스트
- DOZ - 유준성, 이기욱
- 배치기 - 무웅, 탁
- L.E.O
- KEIKEI aka KK
- Mr. Room9 - 前 Ugly Picture
- Illinit (前 Vespid)
- 아웃사이더
- Shirosky
- Chas
- EGOBOMB

## 단체 디스코그래피

### 컴필레이션
- 2009년 3월 2일 One Nation
- 2013년 8월 30일 Not in Stock

### 프로젝트 싱글
- 2010년 4월 9일 2010 Snipersound Pt.1 MC Sniper & Illinit - 《만우절 (Mirror)》 디지털 싱글
- 2010년 8월 9일 2010 Snipersound Pt.2 Mr. Room9 -《할 수 있어》 디지털 싱글
- 2010년 9월 17일 2010 Snipersound Pt.3 MC Sniper -《하쿠나 마타타》디지털 싱글
- 2013년 4월 17일 Not in Stock 디지털 싱글
- 2013년 5월 15일 Not in Stock pt.2 송래퍼 - 《엄마》 디지털 싱글
- 2013년 6월 19일 Not in Stock pt.3 취랩 - 《참을 수 없는 힙합의 가벼움》 디지털 싱글
- 2013년 8월 8일 Not in Stock pt.4 MC Sniper - 《왜》 디지털 싱글

## 이슈

### 키네틱 플로우의 탈퇴
키네틱 플로우 (당시 활동명 "K-Flow")는 2006년 배치기의 뒤를 이어 스나이퍼 사운드의 두 번째 타자로 데뷔하였다. 그러나 얼마 가지 않아 2006년 말 MC 스나이퍼가 공지를 통해 키네틱 플로우가 스나이퍼 사운드에서 나가고 싶다는 뜻을 밝힌 편지를 받았으며, 잠시 휴식을 취하고 2집을 내도록 설득하였으나 결국 그의 계약 해지 요구를 들어주었다고 밝혔다. 이 공지글이 올라간 직후 비도승우는 자신의 팬카페를 통하여 자신이 옳다고 믿는 바대로 행동했을 뿐이라는 글을 올렸다. MC 스나이퍼와 BK는 이에 대응한 듯한 글을 각각 올려서, 붓다 베이비와 비도승우의 감정의 골이 깊어졌음을 짐작케하였다. 그다음해 5월 Kjun이 붓다 베이비 디스곡을 발표하자 이에 대한 반격곡을 키네틱 플로우가 발표하여, 다시 키네틱 플로우가 합류하는 것이 아니냐는 기대와 화제를 낳았으나 둘은 여전히 붓다 베이비와 별개로 활동하였다.
이후 2012년 MC 스나이퍼 6집 수록곡 Call Me에는 비도승우가 참여하여 MC 스나이퍼와 쌓여있던 감정을 털어버렸음을 예상케하였으며, 그해 8월 힙합엘이 토크 콘서트 무대에 선 MC 스나이퍼는 키네틱 플로우와 무슨 일이 있었는지에 대해 묻는 관중의 질문에 "공중파 활동은 자신이 원하는 활동이 아니라는 의견을 전하며 그가 잠적하였었고, 많이 당황했었으나 현재는 모두 화해한 상태다"라고 답하였다.

### 배치기의 탈퇴
2011년 10월 스나이퍼 사운드 측은 공식 공지로 배치기가 더 이상 스나이퍼 사운드의 일원이 아님을 알렸다. MC 스나이퍼는 공지에서 2009년 군입대 이후 스나이퍼 사운드와 재계약을 하였으나 얼마 후 계약 해지를 요구해와 이에 응해주었으며, "더 좋은 음악을 남의 힘을 빌려서가 아닌 스스로 해보겠다는 것이었으며 제가 더 이상 해줄 수 없는 부분이 있다고 판단해 이러한 결정을 내린 것"이라고 밝혔다. 추후 MC 스나이퍼는 2012년 힙합엘이 토크 콘서트 무대에서 "4집, 5집까지 계약이 되어있었으나 군복무 도중에 찾아와 스나이퍼 사운드를 벗어나서 새로운 음악을 해보고 싶은 의견을 강력히 피력하여 계약금만 돌려받고 위약금 없이 보내주었다"고 밝혔다. 그러나 이에 대해서 일부에서는 배치기와 MC 스나이퍼 사이가 나빠진 것이라는 루머를 퍼뜨리기도 하였다.
특히 MC 스나이퍼 6집 수록 단체곡 Better Days에서 취랩은 "마음대로 돌아선 그 놈 잡지마" "턱걸이 할 때도 xxx 안 해"라는 가사로 랩을 하였으며 xxx 부분은 "배치기"라는 단어가 백워드 마스킹한 것이 팬들에 의해 확인되었다. 토크 콘서트에서 스나이퍼는 취랩이 배치기를 노리고 랩을 한 것을 알고 있었으나 그의 견해에 대해서 왈가왈부할 수 있는 부분이 아니었기 때문에 백워드 마스킹만 시키고 그대로 실었다고 밝혔다.

### 아웃사이더와의 법정분쟁
2013년 7월 1일 아웃사이더는 스나이퍼 사운드의 전속계약 해지 신청과 함께 법원에 미정산금에 대한 청구소송을 제기했으며, MC스나이퍼 측 역시 아웃사이더를 상대로 소속사의 동의 없이 발매를 앞둔 4집에 대한 음반 활동 금지 가처분 신청을 제기, 맞소송에 나서며 그간 두 사람 사이의 깊어진 감정의 골이 수면 위에 드러났다. 특히 양 측은 모두 원만한 합의를 원하고 있다면서도 전속계약 및 미정산금 문제를 놓고 팽팽한 입장 차를 보이고 있어 갈등이 쉽사리 해결되지는 않을 전망이다. 아웃사이더 측근 관계자는 "그간 스나이퍼사운드와 1~3집을 내며 생긴 음반 및 음원 수익, 방송, CF, 행사 출연료, 저작권료 등을 계약서대로 정산을 받지 못했다"며 "현재 미정산금만 1억 원이 넘는다. 이와 관련 여러 차례 내용증명도 보냈지만 제대로 된 답을 듣지 못했고 이에 법적 소송으로까지 이르게 됐다"고 주장했다. 특히 이 관계자는 "정산금을 받고자 소장을 낸 것은 아니다. 정산하는 과정에서 깔끔하게 마무리 되지 못한 부분을 투명하게 정리하고 싶어서이다. 변호인을 통해서도 공식입장을 밝히겠지만 선후배 사이에 맞소송으로까지 불거지고 대외적으로 알려진 것에 대해서는 안타깝게 생각한다. 계약 이행에 대해서는 잘못한 부분이 없지만 도의적인 차원에서 문제가 되는 점이 있었다면 서로 잘 마무리하고 싶다"고 말했다.
그러나 MC 스나이퍼 측은 미정산금이 1억이 아닌 4000만원이며 이미 지급 의사를 전달했다고 반박하였으며, 아웃사이더가 아직 한 장의 앨범 계약이 남아있는 상황에서 동의 없이 음반 기획사를 설립하고 방송 출연 및 음반 출시 등의 독단적인 활동을 펼치고 있다고 덧붙였다. 이에 아웃사이더 측은 엠넷 '쇼미더머니' 출연 건과 관련해선 엠넷 측과도 협의 하에 최종 출연 여부에 대해 이야기를 했기 때문에 독단적으로 출연한 것이 아니며, 최근 아웃사이더가 설립한 아싸 커뮤니케이션즈는 기존에 있던 그의 레이블에 이름만 바꾼 것으로 기획사가 아닌 독립적인 사업체로 이 또한 MC스나이퍼 측에 이야기를 하고 진행했던 부분이라고 반박했다. 팬들은 항상 친한 선후배로 알려졌던 MC 스나이퍼와 아웃사이더 사이의 벌어진 이런 갈등에 당혹하는 반응이 많았다. 이후 정산금 조정을 위해 10월에 있었던 협상마저 결렬되면서 분쟁이 장기화될 것을 예고하였다.2013년 8월 발표된 스나이퍼 사운드의 새 싱글 Not in Stock pt.4: MC Sniper - 왜는 이러한 사건을 배경으로 아웃사이더를 타겟으로 한 곡이라는 의견이 많으며, 급기야는 2014년 9월 발표된 B-KITE 1 의 앨범 'MC Sniper - 자러가자 (Go to sleep)'에서 아웃사이더의 본명을 거론함과 동시에 과격한 언어로 그를 디스하기에 이르렀다. MV에서 노래가 끝난 후 마치 전화하라는 제스처를 표했는데 맞디스를 원하는 건지 따로 연락을 하라는 건지는 분명치 않았다. 그러다가 2015년 3월 6일, 극적으로 분쟁이 합의되었는데, 아웃사이더가 MC 스나이퍼가 운영하던 기획사 스나이퍼 사운드에서 발표한 음원의 사용 권한을 갖는 내용 등으로 합의점을 찾았다고 하며, 관계자의 말에 따르면 “2차 조정까지 결렬됐지만 선배 뮤지션 및 가요 관계자들의 적극적인 중재와 권유로 3차 조정에서 MC 스나이퍼와 아웃사이더가 그간의 잘못과 오해를 서로 인정하고 극적인 합의에 이르렀다”고 한데 이어 “구체적인 합의 내용은 밝힐 수 없지만, 2년에 걸친 싸움으로 양쪽 모두 힘들었던 만큼 앞으로의 음악 활동을 위해 한 발씩 양보했다”고 밝혔다.

### 이고밤 을의 디스
2014년 1월 스나이퍼 사운드 소속 그룹이었던 EgoBomb의 멤버 을은 돌연 자신의 사운드클라우드 페이지를 통해 스나이퍼 사운드를 향한 디스곡 Fuck Sniper Sound를 발표하였다. 해당 곡에는 "내 의사 따윈 없는 갖다버려 싱글앨범에 욕깨나 먹었지 번건 한푼도 없이 빚은 거의 1억대 됐지" "노페이 공연의 반복 저작권료조차 받지 못하는 엿 같은 계약서" 등 스나이퍼 사운드를 향한 강도 높고 직설적인 비난이 들어있으며, 특히 "우리 누나랑 같이 해지를 요구했던 그날 내놓았지 날 나쁜 놈 만드는 종이 몇 장/연습생 시절 폭행 사건부터 다 푼 얘기/가족들 앞에서 공개하며 날 병신 만들기/나이 어린 여성 팬 앞에서 성관계 얘기/난 팬들 건드린 적 없지 만약 그 팬이 있다면 지금이라도 고소해" 등 소속사가 자신을 협박하였음을 주장하기도 하였다. 이 사건은 아웃사이더와 스나이퍼 사운드 간의 법적 갈등이 있은지 얼마 안 되어 벌어져서 팬들을 충격에 빠뜨렸지만, 씬 내에서는 상대적으로 큰 이슈가 되지는 못하였고, 스나이퍼 사운드의 외부로 드러난 해명이나 반박 없이 며칠 후 을의 사운드클라우드 계정에서 곡이 지워지면서 사건은 잊혀졌다.

## 참조
1. ↑  “"배치기 궁금해가끔, 군대 가기전 마지막 힙합 앨범이에요~", 2009년 4월 15일, 아이비타임즈 디지털뉴스부”. 2009년 4월 18일에 원본 문서에서 보존된 문서. 2010년 8월 7일에 확인함.
2. ↑  Sniper Sound Introduction 페이지
3. ↑  "Sniper Sound 공식 홈페이지 오픈", 2006년 7월 13일, 힙합플레이야 뉴스
4. ↑  “"안녕하세요 스나이퍼입니다", MC 스나이퍼, 2006년 12월 31일, 네이버 붐 (원 출처 Sniper Sound)”. 2013년 12월 31일에 원본 문서에서 보존된 문서. 2010년 8월 7일에 확인함.
5. ↑  "신인 4인조 아이돌 여성그룹 (인터넷5대얼짱,얼짱출신), 글쓴이 덕배씨, 2010년 1월 22일, 네이버 카페 Test Drive Unlimited, 확인일 2010년 8월 7일
6. ↑  "스나이퍼 사운드의 이고밤, 싱글 '갖다버려' 발매 및 M/V", 힙합플레이야 뉴스, 2013년 1월 11일[깨진 링크(과거 내용 찾기)]
7. ↑  "Finest Records & Snipersound, 싸이퍼 영상 공개", 힙합플레이야, 2013년 10월 29일
8. ↑  타조페하 블로그 "내일의 정거장"에 올라온 글 "키네틱플로우 붓다 탈퇴 (뭐야?!!!!!!!)", "비도승우, MC스나이퍼가 쓴 글", "비도승우 vs bk"를 참고. 확인일자 2012년 9월 7일]
9. ↑  "Kinetic flow - Who Wanna Fuck With Us (to. Kjun)", 힙합플레이야 뉴스, 2008년 5월 1일
10. ↑  "안녕하세요 MC스나이퍼입니다", MC 스나이퍼, 스나이퍼 사운드 공식 블로그, 2011년 10월 24일
11. ↑  2012년 8월 25일 HIPHOPLE 토크 콘서트 제 3회 중
12. ↑  곡의 특정 부분을 거꾸로 돌린 것.
13. ↑  "아웃사이더·MC스나이퍼, 맞소송 충돌…친한 선후배였는데", 이재훈, 뉴시스, 2013년 7월 3일
14. ↑  "스나이퍼측 "정산금 4천 제안"vs아웃사이더측 "사실무근"", 윤성열, 머니투데이 스타뉴스, 2013년 7월 4일
15. ↑  “"아웃사이더 공식 입장, “MC 스나이퍼 활동 정지 신청? 소송 통해 맞설 것”", 뉴미디어부1, 매일신문, 2013년 7월 4일”. 2015년 4월 2일에 원본 문서에서 보존된 문서. 2013년 8월 18일에 확인함.
16. ↑  “"아웃사이더 측 "합의하려 했는데 MC스나이퍼와 결렬", 박소영, 스포츠서울, 2013년 10월 17일”. 2013년 11월 3일에 원본 문서에서 보존된 문서. 2013년 11월 2일에 확인함.
17. ↑  “MC스나이퍼·아웃사이더, 2년만에 전속계약 분쟁 합의” 연합뉴스, 2015년 3월 6일.
18. ↑  "이고밤, 스나이퍼사운드 상대 '디스戰' "내말 틀리면 고소해"", 글쓴이 쩡 (ccjj2014), 네이버 블로그, 작성일자 2014년 1월 10일, 확인일자 2014년 1월 19일 원출처 이데일리, "이고밤, 스나이퍼사운드 상대 '디스戰' "내말 틀리면 고소해"", 2014년 1월 10일